# Eckhard Schmittdiel
Eckhard Schmittdiel (* 13. Mai 1960 in Dortmund) ist ein deutscher Schach-Großmeister.

## Leben

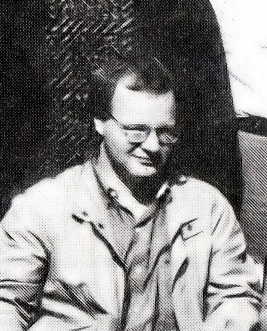
Eckhard Schmittdiel, 1991

Schmittdiel trat erst mit 15 Jahren in einen Schachclub ein. Seinen ersten größeren Erfolg konnte er 1984 verzeichnen, als er den Dähne-Pokal gewann, 1986 wurde er NRW-Meister. 1987/88 gewann er in Augsburg. 1989 war er bei der Deutschen Meisterschaft in Bad Neuenahr punktgleich mit Vlastimil Hort an der Spitze. Der Stichkampf endete unentschieden, so dass Hort durch die bessere Wertung Meister wurde. 1990 wurde er gemeinsam mit Romuald Mainka Erster in Prag. 1994 siegte er in Gausdal, 1999 und 2000 beim Meisterturnier von Dortmund.
1988 verlieh ihm die FIDE den Titel Internationaler Meister, 1994 wurde er Großmeister.
Zuletzt gewann Schmittdiel beim Open in Crailsheim 2009 und das Schnellschachturnier Filderpokal 2010.
Seit der Saison 1989/90 spielt Schmittdiel in der deutschen Schachbundesliga und der 2. Bundesliga. Dort spielte er für die Vereine SF Dortmund-Brackel, SG Porz, SV Tübingen 1870, SG Bochum 31, TV Tegernsee, Stuttgarter Schachfreunde, SC Hansa Dortmund und BCA Augsburg.
Daneben war er auch zeitweise in der österreichischen Staatsliga für den SK Absam aktiv.

## Turniersiege
- Dähne-Pokal 1984
- Nordrhein-Westfalen-Meister 1986
- Bad Neuenahr 1989 (punktgleich mit Vlastimil Hort)
- Int. Baunataler Open 1998
- Crailsheimer Open 1998
- Meisterturnier Dortmund 1999
- Meisterturnier Dortmund 2000
- Tübinger Meisterturnier 2001
- Filderpokal 2002
- Int. Open Avoine 2006
- Filderpokal 2007
- Velden Open 2008
- Crailsheimer Open 2009
- Filderpokal 2010
- Dortmunder Stadtmeister 1983 und 2013

## Werke
zusammen mit Jerzy Konikowski: Modernes Benoni – richtig gespielt, Beyer, Hollfeld 1989 ISBN 3-89168-016-3.